# Фестиваль американского кино в Довиле
Фестиваль американского кино в Довиле (англ. Deauville American Film Festival) ― ежегодный кинофестиваль, посвященный американскому кино, который проводится с 1975 года в Довиле, Франция. Он был основан Лионелем Шушаном, Андре Халими, а затем мэром Довиля Мишелем Д’Орнано при поддержке Люсьен Барьер, которая обеспечила роскошную обстановку для фестиваля. Хотя изначально он не был конкурентоспособным, в 1995 году фестиваль начал присуждать призы за художественные фильмы, а в 1998 году ― за короткометражные фильмы.

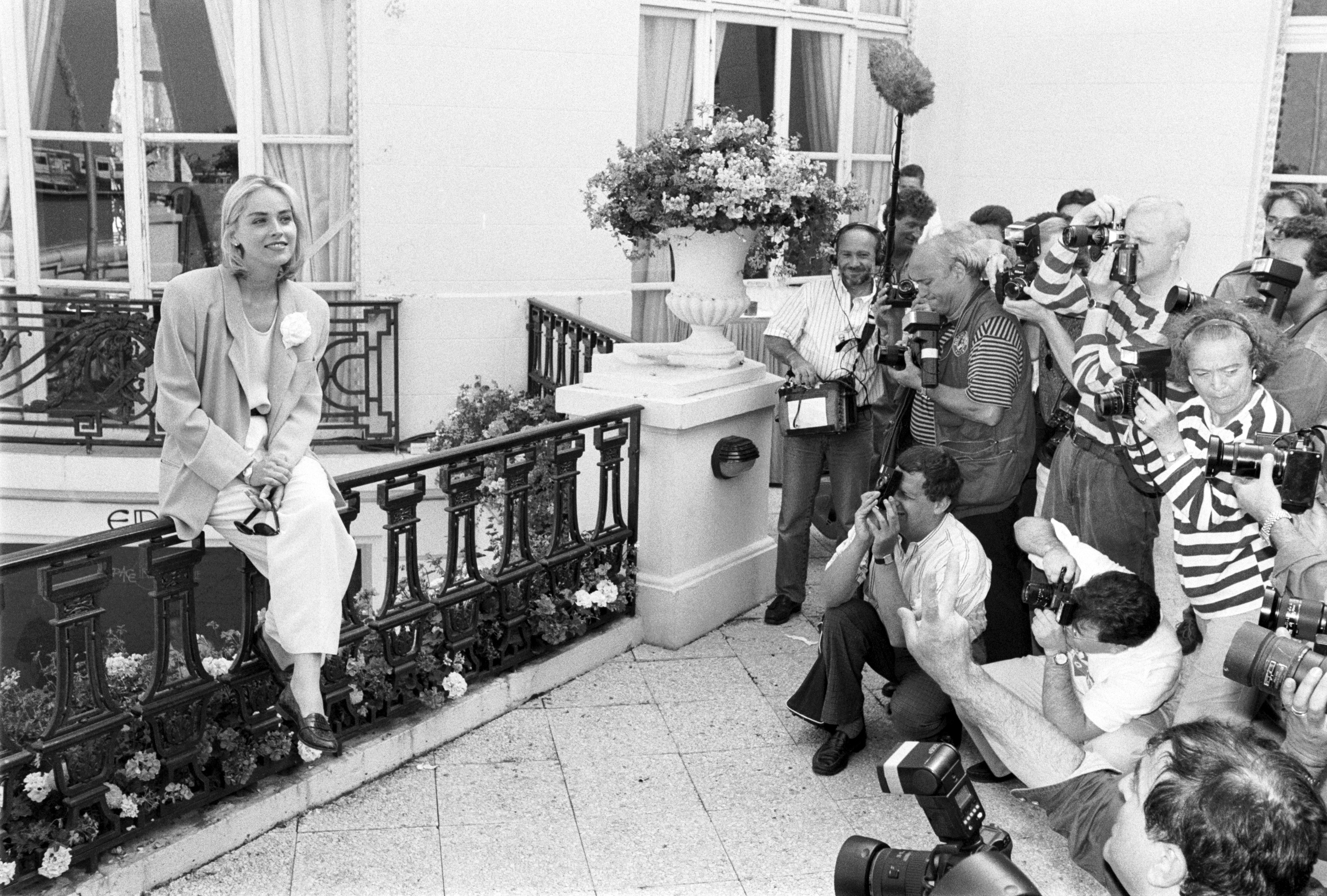
Шэрон Стоун на Фестивале американского кино в Довиле, 1991 год

## Награды

### Гран При
| Год  | Фильм                              | Режиссёр                       |
| ---- | ---------------------------------- | ------------------------------ |
| 1995 | Жизнь в забвении                   | Том Дичилло                    |
| 1996 | Дневные путешественники            | Грег Моттола                   |
| 1997 | Воскресенье                        | Джонатан Носиттер              |
| 1998 | Следующая остановка – Страна чудес | Брэд Андерсон                  |
| 1999 | Быть Джоном Малковичем             | Спайк Джонз                    |
| 2000 | Женский бой                        | Карин Кусама                   |
| 2001 | Хедвиг и злосчастный дюйм          | Джон Кэмерон Митчелл           |
| 2002 | Юность Виктора Варгаса             | Питер Соллетт                  |
| 2003 | Как дела, Алиса?                   | А. Дин Белл                    |
| 2004 | Мария, благодати полная            | Джошуа Марстон                 |
| 2005 | Столкновение                       | Пол Хаггис                     |
| 2006 | Маленькая мисс Счастье             | Джонатан Дейтон и Валери Ферис |
| 2007 | Мёртвая девушка                    | Карен Монкрифф                 |
| 2008 | Посетитель                         | Том Маккарти                   |
| 2009 | Посланник                          | Орен Моверман                  |
| 2010 | Мать и дитя                        | Родриго Гарсиа                 |
| 2011 | Укрытие                            | Джефф Николс                   |
| 2012 | Звери дикого Юга                   | Бен Зайтлин                    |
| 2013 | Ночные движения                    | Келли Райхардт                 |
| 2014 | Одержимость                        | Дэмьен Шазелл                  |
| 2015 | 99 домов                           | Рамин Бахрани                  |
| 2016 | Маленькие мужчины                  | Айра Сакс                      |
| 2017 | Наездник                           | Хлоя Чжао                      |
| 2018 | Дорога грома                       | Джим Каммингс                  |
| 2019 | Бык                                | Энни Силверстайн               |
| 2020 | Гнездо                             | Шон Дуркин                     |